# Eurata semiluna
Eurata semiluna là một loài bướm đêm thuộc phân họ Arctiinae, họ Erebidae.